# Hassia Bingen
Die Binger FVgg. Hassia (kurz: Hassia Bingen) ist ein Fußballverein aus Bingen am Rhein.

## Verein
Die ursprüngliche Binger Fußball-Vereinigung "Hassia" entstand am 20. Mai 1925 durch Fusion des im September 1910 gegründeten Binger FV mit dem später wieder neu gegründeten Vorortverein Hassia Kempten. Ende 1946 wurde der nach Kriegsende aufgelöste, bald neu gegründete und im November 1946 erneut aufgelöste Verein als Zusammenschluss aller Vereine aus Bingen und Bingen-Büdesheim unter dem Namen SV Bingen neu gegründet. Seit 1949 nennt sich der Verein Binger FVgg. Hassia.

## Fußball

### Geschichte
Bereits im Jahr nach der Fusion zur FVgg. Hassia tauchten die Binger erstmals in der erstklassigen Bezirksliga auf, aus der sie nach der Saison 1929/30 abstiegen. Nach Machtübernahme der Nationalsozialisten spielte Bingen ab der Saison 1933/34 in der zweitklassigen Fußball-Bezirksklasse Rheinhessen, welche 1940 gewonnen werden konnte. In der anschließenden Aufstiegsrunde zur Gauliga Südwest scheiterte der Verein jedoch. In der kurzen Saison 1946 sowie bis zur erneuten Vereinsauflösung in der nach sieben Spieltagen abgebrochenen Saison 1946/47 spielte Hassia Bingen in der neu gegründeten Oberliga Saarpfalz. 1952/53 wurden die Binger erst nach dem ersten Spieltag als Vorjahres-Dritter der 2. Liga für den aus der Oberliga ausgeschlossenen VfR Frankenthal nachnominiert, waren auf den überraschenden Aufstieg am grünen Tisch nicht vorbereitet und stiegen sieglos bei drei Unentschieden und 27 Niederlagen erneut ab. Von 1956 bis 1959 spielte Hassia Bingen nur drittklassig, nach der Gründung der Bundesliga und der damit verbundenen Liga-Neuordnung von 1968 bis 1974 sogar nur viertklassig.
Die Blütezeit der Hassia war in den 1970er und 1980er Jahren. 1977 verpassten die Binger erst im Entscheidungsspiel um die Meisterschaft der Amateurliga Südwest die Aufstiegsrunde zur 2. Bundesliga. Nach Gründung der Amateur-Oberliga Südwest nahmen die Binger bis 1991 ununterbrochen an der höchsten Amateurklasse teil, 1984 erreichten sie den vierten Platz.
Drei Jahre nach dem Abstieg kam Hassia 1994 zurück in die neue Oberliga Südwest. 2001 stiegen die Binger in die Verbandsliga ab, nach zwei Jahren erneut auf. 2006 erfolgte der erneute Abstieg in die Verbandsliga. In der Saison 2006/07 wurde die Verbandsliga Südwest mit dem 8. und in der folgenden Saison 2007/08 mit dem 11. Tabellenplatz abgeschlossen.
In der Saison 2008/09 gelang den Kickern vom Rhein-Nahe-Eck der erneute Wiederaufstieg in die Oberliga Südwest. Mit einem 3:1-Erfolg gegen den Ludwigshafener SC am vorletzten Spieltag war die Verbandsliga-Meisterschaft perfekt. In der Folgesaison 2009/10 stieg Hassia jedoch als Tabellenletzter der Oberliga auf Anhieb wieder in die Verbandsliga ab. Holger Wolf löste nach der Saison Hubert Neu als Trainer ab; auf Wolf folgte Ekrem Soy und dann Nelson Rodrigues.
Für die Saison 2012/13 gelang es dem Verein, den Profifußballspieler Aílton für das Fußballteam zu verpflichten, der 13 Tore erzielte. Trotzdem stieg der Verein als Tabellenvorletzter der Verbandsliga Südwest in die Landesliga Südwest ab. 2015 gelang die Rückkehr in die Verbandsliga und in der Saison 2017/18 schaffte man als Vizemeister der Verbandsliga über die Aufstiegsrunde der Tabellenzweiten sogar den Sprung zurück in die Oberliga. Die Saison 2018/19 beendete die Hassia als Tabellenelfter. Nach dem erneuten Abstieg aus der Oberliga am Ende der Saison 2021/22 spielte der Verein anschließend in der sechstklassigen Verbandsliga Südwest. Aus dieser musste man am Ende der Saison 2023/24 nach dem Erreichen des 16. Tabellenplatzes schließlich in die Landesliga Ost absteigen. In der Saison 2024/25 stiegen die Binger erneut ab, diesmal in die achtklassige Bezirksliga Rheinhessen.

### Ligenverlauf seit 2000
| 2000/01 | 4 | Oberliga Südwest              | 19.                | 29:97              | 22                 |
| 2001/02 | 5 | Verbandsliga Südwest          | 03.                | 82:36              | 58                 |
| 2002/03 | 5 | Verbandsliga Südwest          | 01.                | 63:18              | 73                 |
| 2003/04 | 4 | Oberliga Südwest              | 13.                | 43:48              | 39                 |
| 2004/05 | 4 | Oberliga Südwest              | 09.                | 44:51              | 47                 |
| 2005/06 | 4 | Oberliga Südwest              | 17.                | 25:75              | 20                 |
| 2006/07 | 5 | Verbandsliga Südwest          | 08.                | 45:39              | 40                 |
| 2007/08 | 5 | Verbandsliga Südwest          | 11.                | 48:52              | 37                 |
| 2008/09 | 6 | Verbandsliga Südwest          | 01.                | 67:38              | 66                 |
| 2009/10 | 5 | Oberliga Südwest              | 18.                | 44:71              | 30                 |
| 2010/11 | 6 | Verbandsliga Südwest          | 11.                | 51:69              | 35                 |
| 2011/12 | 6 | Verbandsliga Südwest          | 10.                | 56:67              | 41                 |
| 2012/13 | 6 | Verbandsliga Südwest          | 15.                | 32:64              | 26                 |
| 2013/14 | 7 | Landesliga Südwest Ost        | 12.                | 35:45              | 36                 |
| 2014/15 | 7 | Landesliga Südwest Ost        | 01.                | 72:27              | 69                 |
| 2015/16 | 6 | Verbandsliga Südwest          | 03.                | 64:38              | 57                 |
| 2016/17 | 6 | Verbandsliga Südwest          | 06.                | 62:43              | 50                 |
| 2017/18 | 6 | Verbandsliga Südwest          | 02.                | 77:41              | 66                 |
| 2018/19 | 5 | Oberliga Rheinland-Pfalz/Saar | 11.                | 58:58              | 47                 |
| 2019/20 | 5 | Oberliga Rheinland-Pfalz/Saar | 17.                | 22:46              | 19                 |
| 2020/21 | 5 | Oberliga Rheinland-Pfalz/Saar | Saison abgebrochen | Saison abgebrochen | Saison abgebrochen |
| 2021/22 | 5 | Oberliga Rheinland-Pfalz/Saar | 21.                | 41:77              | 23                 |
| 2022/23 | 6 | Verbandsliga Südwest          | 11.                | 45:64              | 40                 |
| 2023/24 | 6 | Verbandsliga Südwest          | 16.                | 28:59              | 26                 |
| 2024/25 | 7 | Landesliga Südwest Ost        | 16.                | 29:87              | 13                 |
| Anmerkung: Grün unterlegte Spielzeiten kennzeichnen einen Aufstieg, rot unterlegte Spielzeiten einen Abstieg. |   |                               |                    |                    |                    |

### Ehemalige Spieler
- Suat Serdar (später FC Schalke 04), aktuell Hertha BSC
- Jannik Huth (aktuell SC Paderborn 07)
- Christian Mathenia (aktuell 1. FC Nürnberg)
- Immanuel Höhn (später 1. FC Kaiserslautern, FK Pirmasens, SC Freiburg, SV Darmstadt 98, SV Sandhausen)
- Ailton (früher Werder Bremen, FC Schalke 04 etc.)
- Gerhard Bold (später Karlsruher SC, FC Zürich und 1. FC Kaiserslautern)
- Werner Brehm (zuvor u. a. 1. FC Kaiserslautern und SV Wiesbaden)
- Peter Eich (später SV Waldhof Mannheim, FC 08 Homburg und 1. FC Saarbrücken)
- Uwe Frowein (später 1. FC Kaiserslautern und Hertha BSC)
- Fritz Fuchs (früher 1. FC Kaiserslautern, danach Spieler-Trainer und wiederholt Trainer bei Hassia Bingen)
- Werner Fuchs (zuvor u. a. 1. FC Kaiserslautern und Preußen Münster)
- Jörn Kaminke (später 1. FC Kaiserslautern)
- Fabian Liesenfeld (später 1. FSV Mainz 05)
- Alfred Oehrlein (zuvor u. a. Wormatia Worms und 1. FSV Mainz 05)
- Thomas Reichenberger (später u. a. Bayer 04 Leverkusen und Eintracht Frankfurt)
- Jan Schlaudraff (später Borussia Mönchengladbach, Alemannia Aachen, FC Bayern München und Hannover 96)
- Franz Schwarzwälder (zuvor 1. FC Nürnberg)
- Ralf Strogies (später u. a.  Eintracht Braunschweig und TSV 1860 München)
- Jürgen Wilhelm (zuvor u. a. Borussia Dortmund, Torschütze des Jahres 1983)

### Spielstätten
Von 1919 bis 1974 trug Hassia Bingen bzw. der Binger FV die Heimspiele im Stadion Büdesheim aus, seitdem im 5000 Zuschauer fassenden Stadion am Hessenhaus (ebenfalls in Büdesheim).

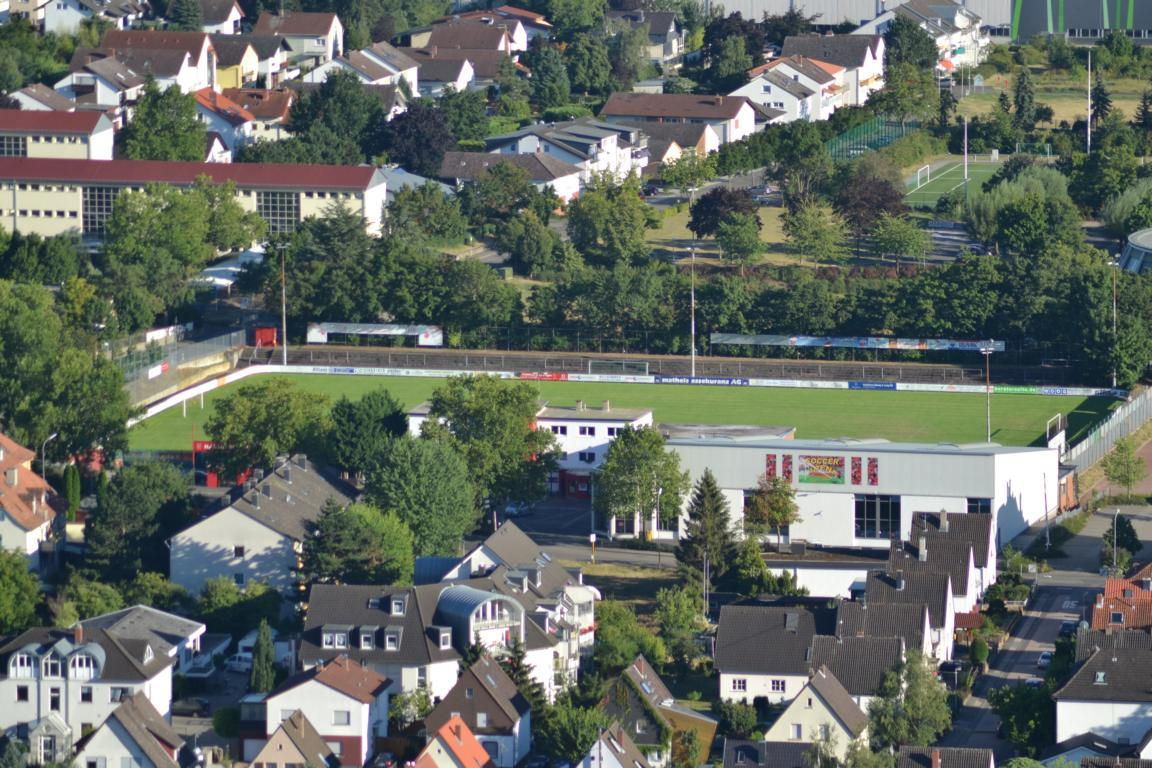
Spielstätte in Bingen-Büdesheim

## Tischtennis
Die Tischtennisabteilung wurde 1935 gegründet. Am erfolgreichsten ist die Damenmannschaft, die zunächst die Oberliga erreichte, in die Regionalliga und im Jahr darauf sofort in die Zweite Bundesliga aufstieg. Hier spielte sie ununterbrochen 12 Jahre lang, ehe sie am Ende der Saison 2008/09 in der Besetzung Dana Hadačová, Ying Zhang, Yüchun Zimmermann, Julia Lutz ohne Punktverlust als Meister in die 1. Bundesliga aufstieg. Mit den Verstärkungen Ding Yaping und Nanthana Komwong landete das Team auf Platz sieben. Für die Saison 2010/11 wurden Zhenqi Barthel und Laura Robertson verpflichtet.
2011 trennte sich die Tischtennisabteilung vom Hauptverein Hassia Bingen, da dieser in finanziellen Schwierigkeiten steckte. Sie schloss sich dem ein Jahr zuvor gegründeten Verein SG Hassia Bingen/Blau-Weiß Münster-Sarmsheim an. Dieser vereinfachte daraufhin seinen Vereinsnamen in TTG Bingen/Münster-Sarmsheim.